# Sisyrnodytes curtus
Sisyrnodytes curtus är en tvåvingeart som först beskrevs av Christian Rudolph Wilhelm Wiedemann 1819.  Sisyrnodytes curtus ingår i släktet Sisyrnodytes och familjen rovflugor. Inga underarter finns listade i Catalogue of Life.